# Fritz Genschow

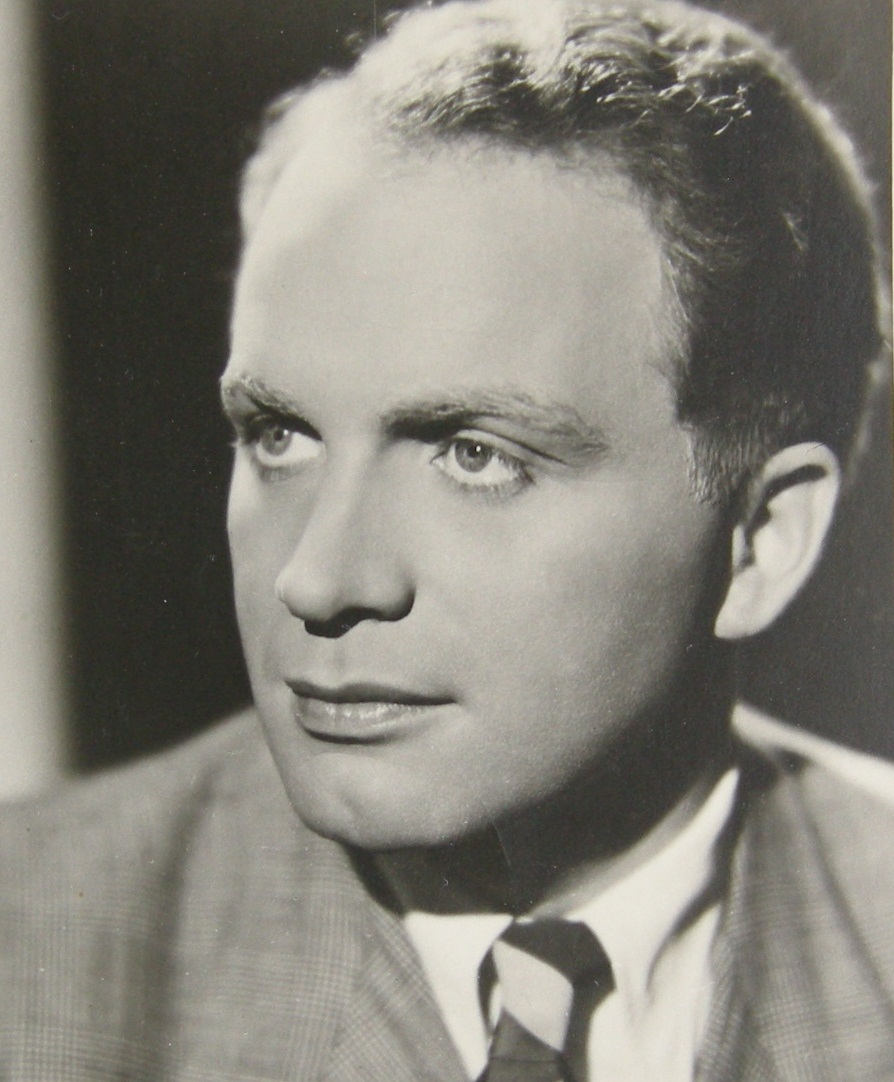
Fritz Genschow.

Fritz Heinrich Wilhelm Genschow, född 15 maj 1905 i Berlin, död 21 juni 1977 i Berlin, var en tysk skådespelare,  regissör, manusförfattare och filmproducent.

## Filmografi (roller, urval)
- 1938 – Geld fällt vom Himmel – Gusdav Pasemann
- 1943 – Titanic – Landarbeiter Henry (okrediterad)